# Leveromyia geniculata
Leveromyia geniculata är en tvåvingeart som beskrevs av Lindner 1937. Leveromyia geniculata ingår i släktet Leveromyia och familjen vapenflugor. Inga underarter finns listade i Catalogue of Life.